# 賈雷爾哈奇島

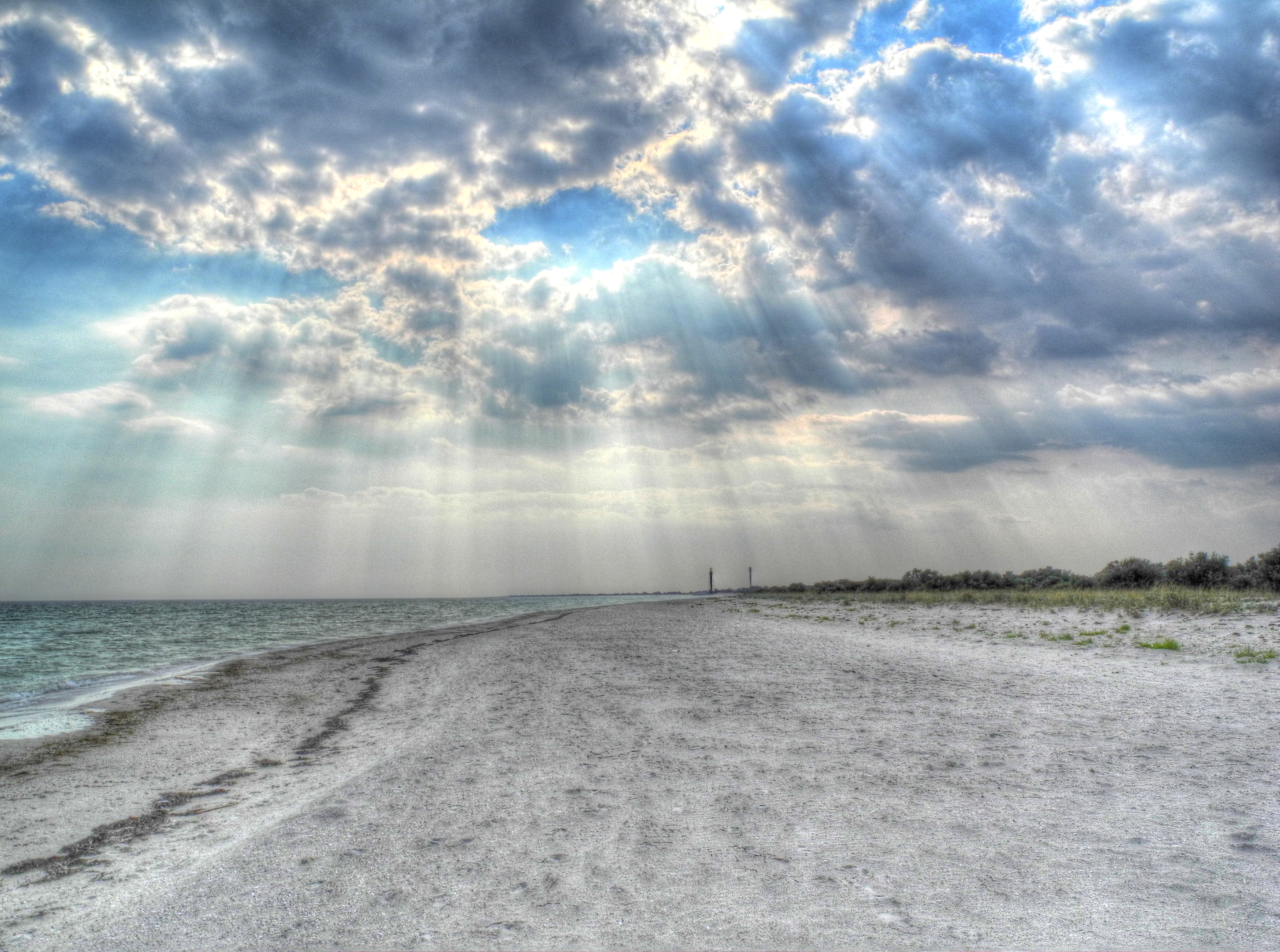
島上的海灘

賈雷爾哈奇島 （烏克蘭語：Джарилгач）是烏克蘭的島嶼，也是烏克蘭南部的旅遊勝地，並由島上的海灘而聞名。
該島由赫爾松州負責管轄，該島毗鄰克里米亞，長42公里，面積56平方公里，是黑海最大的島嶼，最高點海拔高度2.8米，島上無人居住。

## 外部連結
- brama.com （页面存档备份，存于）
- Photo gallery of Dzharylgach island （页面存档备份，存于）

46°01′N 33°00′E / 46.02°N 33.0°E